# Daddy's Girl
Daddy's Girl (llamada El dulce rostro de la muerte en España, La nena de papá en Argentina o Rostro de ángel en México) es una película del género del terror de 1996 dirigida por Martin Kitrosser, con guion de Steve Pesce y protagonizada por William Katt, Michele Greene, Roxana Zal y Gabrielle Boni. Es una de las cintas de terror de culto sobre niños asesinos psicópatas en serie de la década de 1990.

## Sinopsis
Jody (Gabrielle Boni), una niña que ha pasado por varias familias adoptivas, tiene verdadera obsesión por la felicidad familiar y por no ser abandonada. Cuando los padres adoptivos (William Katt y Michele Greene) con los que vive empiezan a tener problemas matrimoniales, no dudará en eliminar a todas las personas que ella considera culpables de la situación.

## Elenco
El elenco lo componen:
- William Katt como Don Mitchell.
- Michele Greene como Barbara Mitchell.
- Roxana Zal como Karen Conners.
- Mimi Craven como Rachel Landers.
- Peggy McCay como La abuela.
- Whip Huble como Mark Springer.
- Gabrielle Boni como Jody Mitchell.
- Ruth Manning como la Sra. Hemp
- Lindsay Ridgeway como Claire Landers.
- Madison Mason como William Tucker.
- Freda Foh Shen como Dr. Marsh
- Christopher Kriesa como Dr. Richardson
- Sarah Long como La enfermera.